# فادي العبد الله
فادي العبد الله هو كاتب ومتحدث وحقوقي وشاعر ومحامٍ ومحاور وناقد موسيقي، عمل على طيفٍ واسع من العروض والكتب المنشورة من مواليد طرابلس، لبنان عام ١٩٧٦ وحالياً يعيش ويعمل في لاهاي.

## سيرته المهنية
شارك العبد الله في معارض وعروض عديدة، من بينها «الثورة مقابل الثورة»، التي استضافها مركز بيروت للفن (2012) و «تواقيع»، أشغال داخلية 5، من تنظيم جمعية أشكال ألوان، بيروت (2010). كما تعاون مع بلال خبيز ووليد صادق في «جمع الثلاثاء» لتقديم عمل في بينالي الشارقة 8 (2007) و «الملف: وقت عام»، أشغال داخلية 3، من تنظيم جمعية أشكال ألوان، بيروت (2005).
تتنوع أعمال العبد الله المنشورة من المقالات التي تدور حول القانون والموسيقى والأفلام إلى تلك التي تتمحور حول النقد الأدبي. وقد طوّر اهتماماً خاصاً بالموسيقى العربية التقليدية وصلتها مع الأنظمة الاجتماعية والاقتصادية، كما أنه محرر فخري في مجلة معازف، وهي مجلة إلكترونية متخصصة في الموسيقى العربية والدولية. وقبل تبوئه لمنصبه الحالي في المحكمة الجنائية الدولية في لاهاي (2008- حتى الآن)، درّس العبد الله القانون في اثنين من معاهد قانون الأعمال الدولي، القاهرة، ومركز ميلون، جامعة باريس الثانية بانتيون أساس (2002- 2004).
درس العبد الله الموسيقى في المعهد الوطني اللبناني العالي للموسيقى، بيروت (1991- 1995) وبيت العود، القاهرة (2003). وتابع دراسة القانون في جامعة الحكمة، بيروت (1999)، ويحمل شهادة ماجستير في القانون من الجامعة اللبنانية، بيروت (2001). كما يحمل شهادة ماجستير ودكتوراه في القانون من جامعة باريس الثانية بانتيون أساس (2002 و 2008 على التوالي).
شارك فادي مع مؤسسة الشارقة للفنون في مؤتمر معازف للموسيقى العربية (2019) وبينالي الشارقة 8 (2007).
كتب العديد من المؤلفات الشعرية منها «يؤلّفنا الافتتان»، ٢٠٠٥ و«أشاطركِ الألم برهة والودّ طويلاً»، ٢٠١٥، وكذلك المقالات النقدية في الادب والموسيقى.

## كتب
- غريب وبيده كاميرا، شعر، دار الجديد
- يد الألفة، شعر، دار الانتشار[5]
- يؤلفنا الافتتان، شعر، دارا ملامح واكس او
- توقيعات، جمعية إشكال الوان
- سماع الشرق (بالفرنسية)، إشراف ومساهمة، بمناسبة معرض الموسيقى الشرقية بتنظيم مؤسسة البحث والتوثيق في الموسيقى العربية ومتحف مارسيليا، دار اكت سود
- البياض الباقي، شعر، دار الجديد
- الهشاشة أساساً، لقاءات مع الكتابة اللبنانية، دار الجديد
- في إثر الغواية، عن الموسيقى والنقد، دار الكتب خان- القاهرة.[6]
- أشَاطِرُك الألمَ بُرهةً والودَّ طويلاً، شعر، دار الجديد[7]

## مقالات
كتب فادي العبد الله العديد من المقالات منها:
- لحظة الطرب[8]
- معرض الموسيقى في باريس: تضافر الكيتش والاستشراق[9]
- إشكالية الصوت والفن المعاصر | زيارة لمركز بيروت للفن[10]
- نقد نقد الموسيقى في بلاد العرب[4]

## مقابلات وإذاعة
له العديد من المقابلات التليفزيونية المسجلة وحضر ضيفاً على إذاعة مونت كارلو وله أيضاً مؤتمر في تيد اكس القاهرة بعنوان «كيف نعثر على الأصالة؟».